# Gmina Dziwnów
Die Gmina Dziwnów [ˈʥivnuf] ist eine Stadt-und-Land-Gemeinde im Powiat Kamieński der Woiwodschaft Westpommern in Polen. Ihr Sitz ist die gleichnamige Stadt (deutsch Dievenow) an der Ostsee mit etwa 2650 Einwohnern.

## Geographie

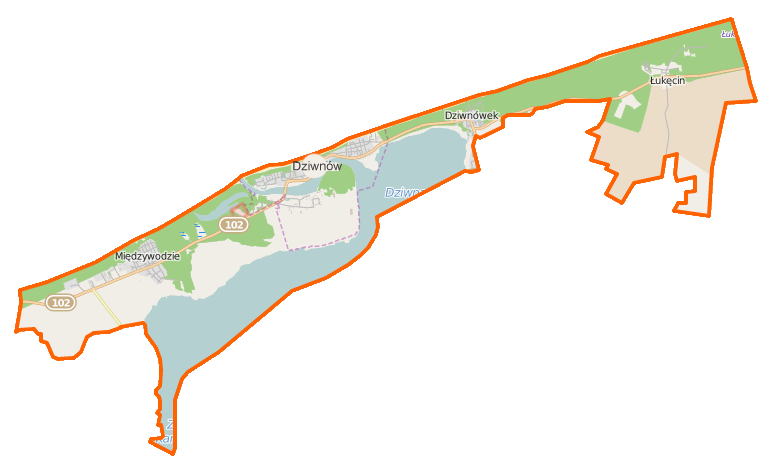
Karte der Gemeinde

Die Gemeinde liegt im Nordwesten der Woiwodschaft grenzt langgestreckt im Norden an die Ostsee. Die Kreisstadt Kamień Pomorski (Cammin) liegt etwa fünf Kilometer südlich, Stettin etwa 50 Kilometer westlich. Nachbargemeinden sind im Świerzno im Südosten, Kamień Pomorski im Süden, Wolin im Westen und im Powiat Gryficki Rewal im Osten.
Die Gemeinde hat eine Fläche von 37,9 km², von der 15 Prozent land- und 22 Prozent forstwirtschaftlich genutzt werden. Ein Großer Teil der Fläche entfällt auf die Wasserfläche der Zatoka Wrzosowska (Fritzower See), einem Teil des Zalew Kamieński (Camminer Bodden). Die Dziwna (Dievenow) ist der östliche Mündungsarm der Oder und mündet westlich der Stadt Dziwnów in die Ostsee. Die Orte haben oft ausgedehnte Strände.

## Geschichte
Die Landgemeinde Dziwnów wurde 1973 aus Gromadas gebildet. Sie entspricht nicht der Landgemeinde Dziwnów, die von 1947 bis 1954 bestand. Sie kam 1975 von der Woiwodschaft Stettin zur gleichnamigen Woiwodschaft kleinen Zuschnitts, der Powiat wurde aufgelöst. Zum 1. Januar 1999 kam die Gemeinde zur Woiwodschaft Westpommern und wieder zum Powiat Kamieński. Zum 1. Januar 2004 erhielt Dziwnów die Stadtrechte und die Gemeinde des Status einer Stadt-und-Land-Gemeinde.

## Partnerschaften
Gemeindepartnerschaften bestehen seit 1996 mit Werneuchen in Brandenburg, seit 2013 mit Sosnowiec (Sosnowitz) in Schlesien und seit 2014 mit Gorzów Wielkopolski (Landsberg an der Warthe). – Im Jahr 2018 wurde der Platz Skwer Przyjaźni eingeweiht. Ein Lindenbaum aus Metall steht für Werneuchen, zwei Förderwagen für Sosnowiec und ein Speedway-Motorrad für Gorzów Wielkopolski.

## Gliederung
Die Stadt-und-Land-Gemeinde Dziwnów gliedert sich in die Stadt und drei weitere Orte mit insgesamt sechs Schulzenämtern (sołectwa):
- Dziwnów (Dievenow) mit den Ämtern:[6]
  - Dziwnów Górny (Berg Dievenow)
  - Dziwnów Dolny (etwa Nieder Dievenow)
  - Dziwna (etwa an der Dziwna)
- Dziwnówek (Wald Dievenow)
- Łukęcin (Lüchenthin)
- Międzywodzie (Heidebrink)

## Verkehr
Die Woiwodschaftsstraße DW102 führt entlang der Ostsee von Międzyzdroje (Misdroy) über Dziwnów und Trzebiatów (Treptow an der Rega) nach Kołobrzeg (Kolberg).
Der nächste Bahnhof ist Kamień Pomorski, der nächste internationale Flughafen Stettin.